# Comando del Ejército Sur
El Comando del Ejército Sur (Oberbefehlshaber Süd) se estableció el 2 de diciembre de 1941 para controlar todas las unidades de la Luftwaffe con base en el Mediterráneo y las zonas del Norte de África, así como las unidades del aire italianas y unidades antiaéreas que pone a disposición de la OB Süd para la realización de las operaciones. Subordinados al Comando Supremo italiano, la Oberbefehlshaber Süd sirvió también como el comandante de la 2ª Luftflotte el 2 de diciembre de 1941 al 12 de junio de 1943.
Del 29 de mayo de 1942 al 3 de junio de 1942, el Generalfeldmarschall Albert Kesselring también mandó al Gruppe Crüwell en el Norte de África, para luego subordinarse voluntariamente al Generaloberst Erwin Rommel durante este período. 
El puesto de Oberbefehlshaber Sud fue sustituido el 16 de noviembre de 1943 por el de Oberbefehlshaber SüdWest.

## Comandantes
- Generalfeldmarschall Albert Kesselring (2 de diciembre de 1941 - 16 de noviembre de 1943)

## Jefes de Estado Mayor
- Oberst Hans Seidemann (2 de diciembre de 1941 - 31 de julio de 1942)
- Generalmajor Paul Deichmann (25 de agosto de 1942 - 12 de junio de 1943)
- Generalmajor Siegfried Westphal (15 de junio de 1943 - 16 de noviembre de 1943)

## Oficiales de Operaciones
Generalmajor Siegfried Westphal (1 de febrero de 1943 - 15 de junio de 1943)